# Villequier
Villequier foi uma comuna francesa na região administrativa da Normandia, no departamento de Sena Marítimo. Estendia-se por uma área de 11,11 km². Em 2010 a comuna tinha 754 habitantes (densidade: 67,9 hab./km²).
Em 1 de janeiro de 2016, passou a formar parte da nova comuna de Rives-en-Seine.